# Anna Nordlöw Björk
Anna Nordlöw Björk, född 17 augusti 1863 i Sundsvalls församling, död 5 april 1947 i Gävle församling, var en svensk fotograf och rösträttsaktivist. Hon var ordförande för Föreningen för kvinnans politiska rösträtt i Gävle mellan 1904 och 1908. 
Hennes far var fotografen Eric Nordlöw och hennes mor var Sigrid Apollonia Brunlöf. Hon hade egen ateljé i Gävle mellan 1893 och 1903. 1898 gifte hon sig med civilingenjören Arvid Björk som var konstruktör vid aktiebolaget Gefle Verkstäder.